# Ода Нобукане
Ода Нобукане (на японски: 織田信包, 1548 – 22 август 1614) е японски самурай, по-малкият брат на известния военачалник Ода Нобунага, живял през периода Сенгоку на 16 век.

## Биография
През 1568 е приет временно в клана Нагано. Владетел на замъкът Ига Уено (провинция Исе). В него след Битката на Шизугатаке били известно време дъщерите на Оичи, сестра му, която загива в замъка Китаношо, след битката. По време на коференцията в Киясу се приема, че е трети по статут в клана Ода.
В Битката при Секигахара участва на страната на Западната армия. След това служи на Тойотоми Хидейори. Умира преди зимната атака на Осака през 1614 г. Има съмнения, че е бил отровен.